# Бедечкі (потік)
62°38′14″ пд. ш. 60°59′08″ зх. д. / 62.637222222222° пд. ш. 60.985555555556° зх. д.
Потік Бедечкі (болг. Бедечки поток, трансліт. Bedechki potok, IPA: [Bɛdɛt͡ʃki potɔk]) — 3,2 — кілометровий потік на східному півострові Байєрс, острів Лівінгстон на Південних Шетландських островів, Антарктида. Він протікає на північ вздовж західної сторони Стіни Урвіч та східної сторони пагорба Цамблак, перетинає пляжі Роббері і впадає в затоку Барклай на схід від пункту Спарадок.
Район відвідували герметики початку 19 століття.
Бедечкі — фракійський топонім, який зберігся в назвах Великих і Малих піків Бедек та річки Бедечка в Центральній Болгарії.

## Розташування

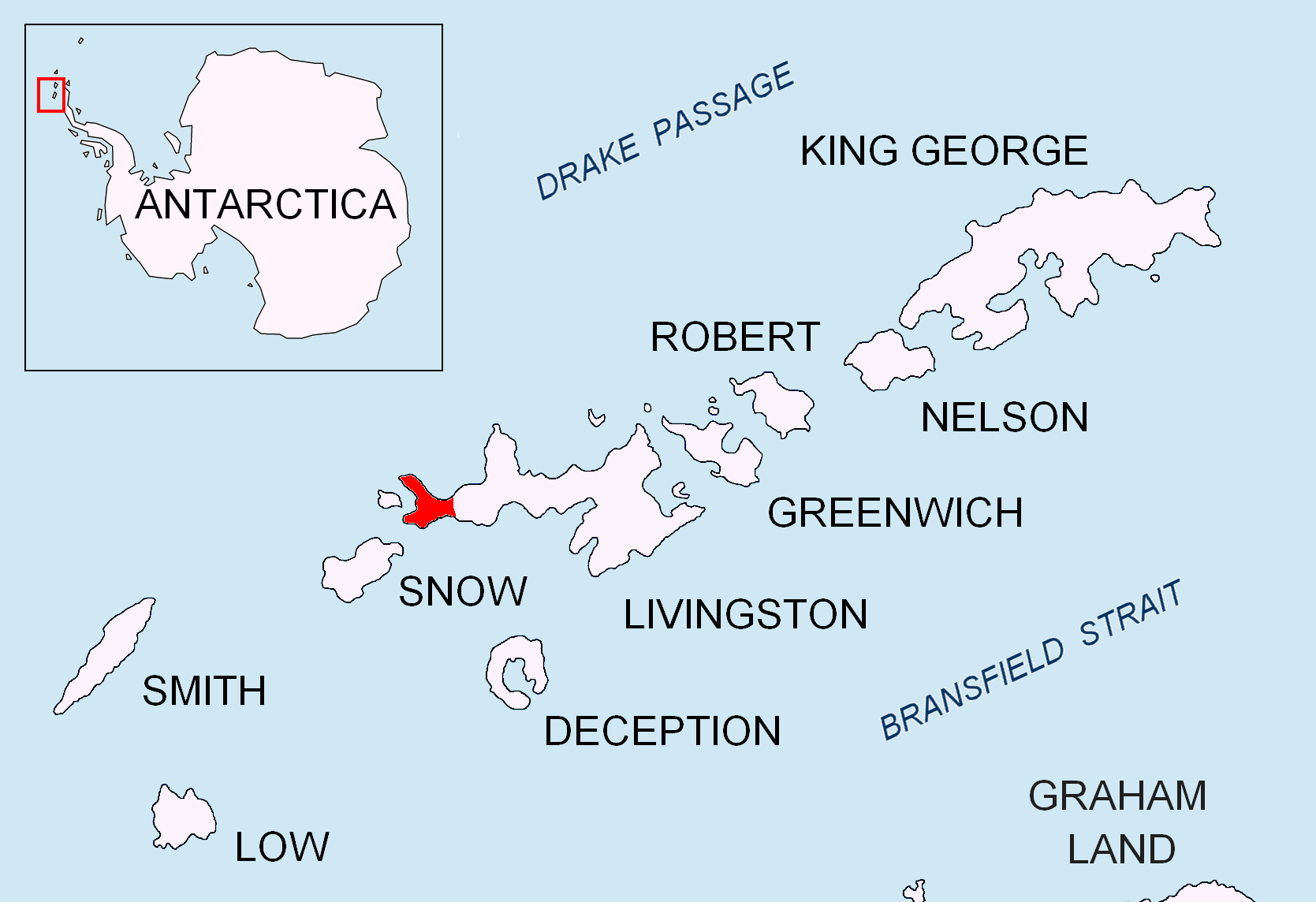
Розташування півострова Байерс на острові Лівінгстон на Південних Шетландських островах

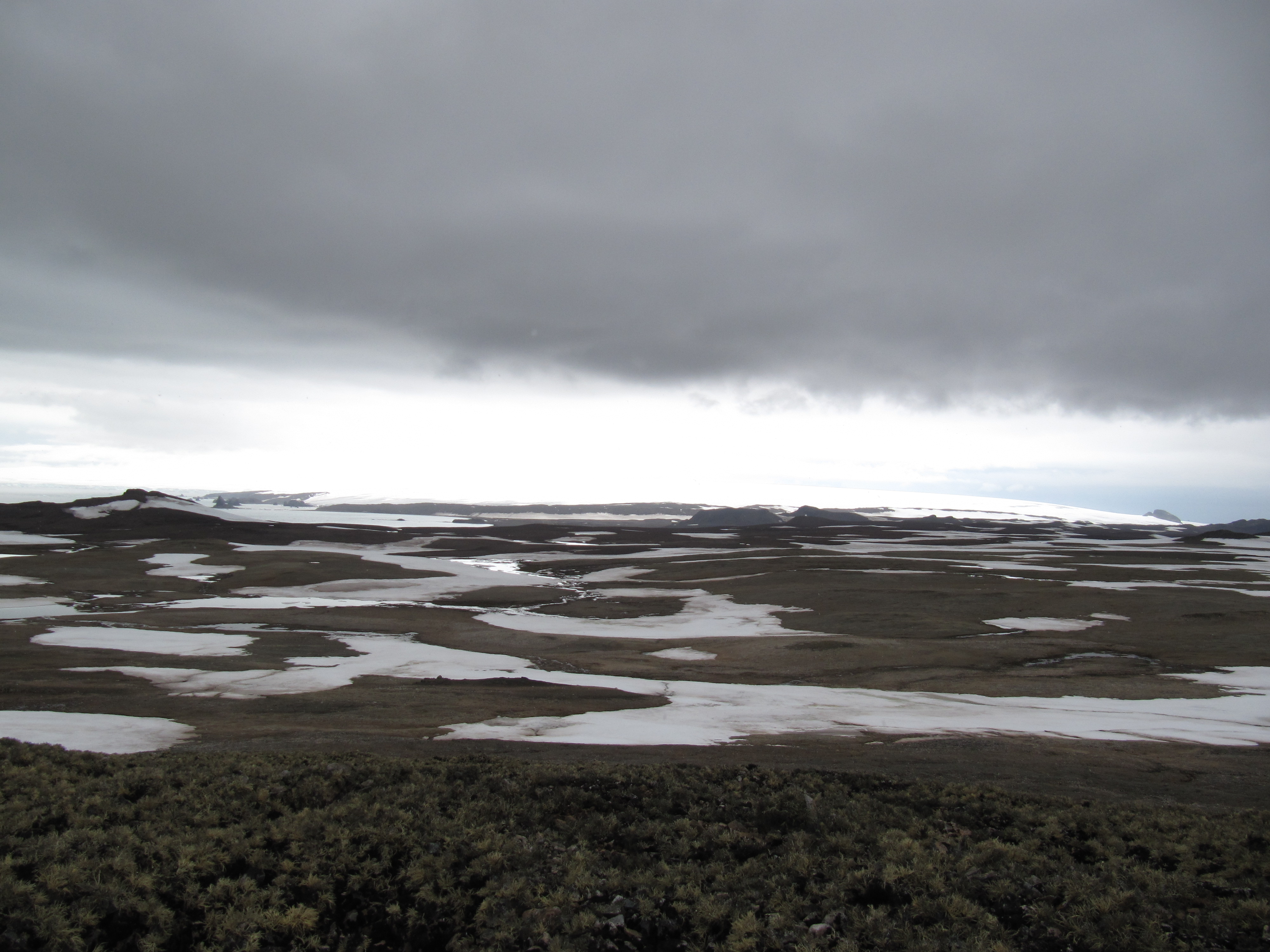
Півострів Східний Байерс на о-ові Лівінгстон із пляжами Роббері і пагорбом Цамблак посередині, зліва направо — Роу-Пойнт, пляж Іванов, стіна Урвіча та Кларк Нунатак на задньому плані.

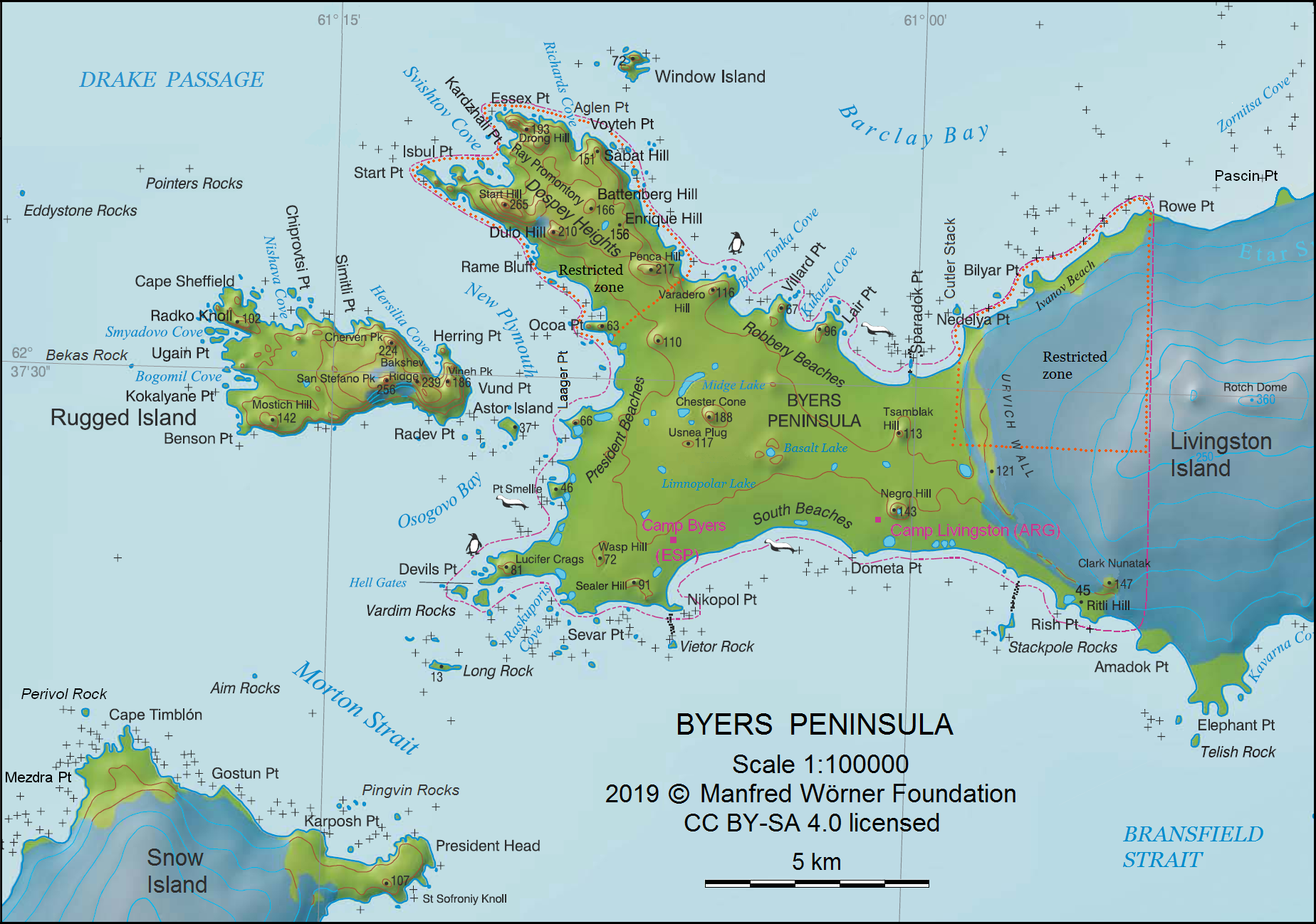
Топографічна карта особливо охоронюваного району Антарктики ASPA 126 півострів Байєрс

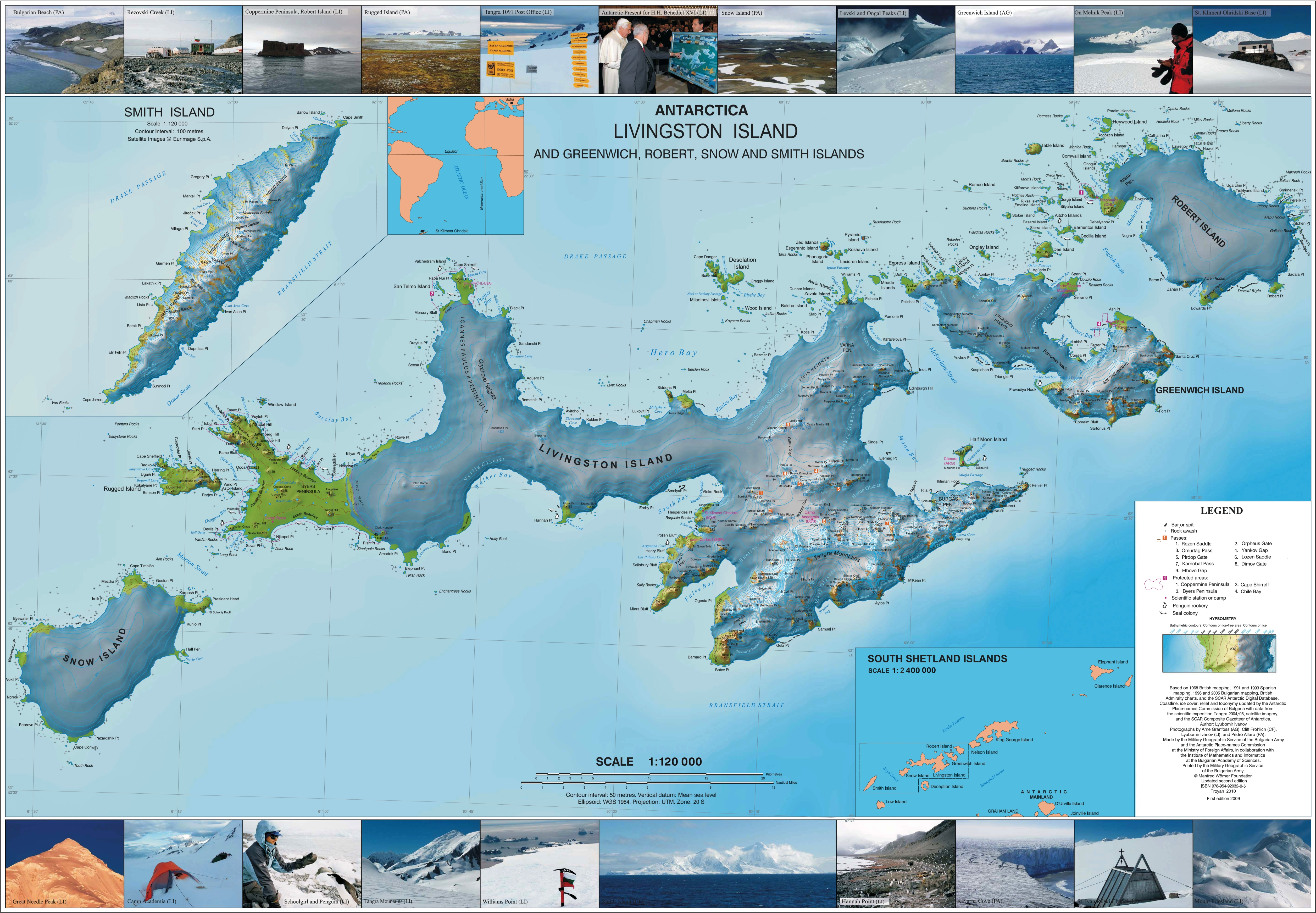
Топографічна карта островів Лівінгстон, Гринвіч, Роберт, Сноу та Сміт

Середина потока Бедечкі знаходиться за координатами 62°38′14″ пд. ш. 60°59′08″ зх. д. / 62.63722° пд. ш. 60.98556° зх. д. Детальне іспанське картографування у 1992 році та болгарське картографування району у 2009 та 2017 роках.

## Мапи
- Півострів Баєрс, Острів Лівінгстон. Карта топографіки ескала 1: 25000. Мадрид: Servicio Geográfico del Ejército, 1992
- Л. Іванов. Антарктида: острови Лівінгстон та Гринвіч, Роберт, Сноу та Сміт. [Архівовано 24 квітня 2008 у Wayback Machine.] Масштаб 1: 120000 топографічної карти. Троян: Фонд Манфреда Вернера, 2009.ISBN 978-954-92032-6-4
- Л. Іванов. Антарктида: острів Лівінгстон та острів Сміт . Масштаб 1: 100000 топографічної карти. Фонд Манфреда Вернера, 2017.ISBN 978-619-90008-3-0
- Антарктична цифрова база даних (ADD). [Архівовано 5 березня 2017 у Wayback Machine.] Масштаб 1: 250000 топографічної карти Антарктиди. Науковий комітет з антарктичних досліджень (SCAR). З 1993 року регулярно модернізується та оновлюється